# Кламажеран, Жан-Жюль
Жан-Жюль Кламажеран (фр. Jean-Jules Clamageran; 29 марта 1827, Новый Орлеан, США — 4 июня 1903, Лимур, Франция) — французский адвокат и политик.
Был противником Империи. В 1882 стал пожизненным сенатором. Сочинения Кламажерана: «Histoire de l’impôt en France» (1867—1876); «La France républicaine» (1873); «La Réaction économique et la démocratie» (1890).
Министр финансов Франции с 6 апреля 1885 по 16 апреля 1885.